# 아서 지오프리 워커
아서 지오프리 워커 (Arthur Geoffrey Walker, 1909년 7월 17일 ~ 2001년 3월 31일)은 물리학 및 우주론에 중요한 영향을 미친 수학자이다. 

## 경력
영국 잉글랜드의 하트퍼드셔주 왓퍼드에서 태어났다. 1947년부터 셰필드 대학의 교수, 1952년부터 1974년까지 리버풀 대학의 교수를 지냈다. 
아인슈타인 방정식의 정확한 솔루션인 프리드만-르메트르-로버트슨-워커 계량을 사용한 우주론 모델을 연구했다. 또한 페르미와 함께 페르미-워커 미분을 연구했다. 1955년 왕립 학회 펠로우 선출되었다.